# 三毛猫ホームズの戦争と平和
『三毛猫ホームズの戦争と平和』（みけねこホームズのせんそうとへいわ）は、日本の小説家赤川次郎によって2002年に発表された三毛猫ホームズシリーズの短編集である。

## あらすじ
親戚の法事の帰りに、片山義太郎、晴美、ホームズの一行は、道に迷ってしまう。山の中をさまよった挙句、ようやく人家にたどりついたと思ったそのとき、突然車が大爆発。晴美は大泉家、義太郎は沼田家に救出される。なんと、両家は、村を二分しての戦争の真っ最中で、爆発の原因は、地雷だったのである。そして、ホームズは行方不明。

## 主な登場人物
- 片山義太郎 - 警視庁捜査一課のダメ刑事
- 片山晴美 - 義太郎の妹
- 石津刑事 - 晴美に恋をする猫嫌いの刑事
- ホームズ - 三毛猫

## 収録作品
- 三毛猫ホームズのお節介（初出『小説宝石』2000年3月号）
- 三毛猫ホームズと永遠の恋人（初出『小説宝石』2000年5月号）
- 三毛猫ホームズの瓜二つ（初出『小説宝石』2000年7月号・8月号）
- 三毛猫ホームズの遺失物（初出『小説宝石』2002年5月号）
- 三毛猫ホームズの戦争と平和（初出『小説宝石』2002年6月号・7月号）
- 三毛猫ホームズの引越し（初出『小説宝石』2002年8月号）

## 書誌情報
- 『三毛猫ホームズの戦争と平和』（光文社カッパノベルス、2002年12月20日） ISBN 4-334-07497-9
- 『三毛猫ホームズの戦争と平和』（光文社光文社文庫、2006年4月20日） ISBN 4-334-74044-8
- 『三毛猫ホームズの戦争と平和』（角川書店角川文庫、2016年5月25日） ISBN 978-4-04-104218-2